# KL KXE
La Kawasaki KXE o KL KXE è una categoria di motocicletta con motore a due tempi della casa motociclistica Kawasaki Heavy Industries Motorcycle & Engine che una volta importate in Italia vengono preparate dall'importatore KL per l'enduro europeo.
Lo stesso accade per le versioni 4 tempi che dal 2007 sono le uniche ad essere prodotte 250 e 450 cm³ con il nome di Kawasaki KXE-F.
Le KXE, dotate di motore a due tempi, sono state costruite in versione 50, 125, 250 e 500 cm³, la Versione 50 presente dal 1999 al 2001.
Le moto dopo essere importate vengono omologate con un nuovo impianto elettrico in grado di fornire energia alle luci e al clacson, poi viene sostituito lo scarico non catalitico con uno che rispetti le norme antinquinamento, la ruota posteriore passa da 19 pollici a 18 e così abbiamo le KXE (KX + E di Enduro).